# 合叶草
合叶草（学名：Polygala subopposita）为远志科远志属下的一个种。